# Episodi di Firebuds (prima stagione)
a prima stagione della serie animata Firebuds è stata trasmessa negli Stati Uniti su Disney Junior dal 21 settembre 2022 al  4 agosto 2023 e in Italia è stata pubblicata in quattro parti dal 21 dicembre 2022 al 13 dicembre 2023 su Disney +.
| nº | Titolo originale                                  | Titolo italiano                                              | Prima TV USA      | Prima TV Italia  |
| -- | ------------------------------------------------- | ------------------------------------------------------------ | ----------------- | ---------------- |
| 1  | Car in a Tree/Dalmatian Day                       | Insieme è meglio/Dalmata in caserma                          | 21 settembre 2022 | 21 dicembre 2022 |
| 2  | Hubcap Heist/Food Truck Fiasco                    | Il furto della borchia / Senza chiosco è un fiasco           | 21 settembre 2022 | 21 dicembre 2022 |
| 3  | Treehouse Trouble/The Getaway Car That Got Away   | Problemi con la casa sull'albero/Firebuds alla riscossa      | 22 settembre 2022 | 21 dicembre 2022 |
| 4  | Picnic Pile-Up/Duo Dash                           | Incidente al picnic/La corsa a due                           | 23 settembre 2022 | 21 dicembre 2022 |
| 5  | The Not-So Haunted House/Halloween Heroes         | La casa-non-tanto-stregata/Gli eroi di Halloween             | 30 settembre 2022 | 21 dicembre 2022 |
| 6  | Sleepover Stakeout/Rescue Club                    | Il club delle auto-in-aiuto / Infangati                      | 7 ottobre 2022    | 21 dicembre 2022 |
| 7  | Cliffhanger/The Very First Fire                   | Sospesi/Il primo incendio                                    | 14 ottobre 2022   | 21 dicembre 2022 |
| 8  | Marsh Mayhem/The Art of Friendship                | Caos nella palude/L'arte dell'amicizia                       | 21 ottobre 2022   | 21 dicembre 2022 |
| 9  | Lights Out/Handle with Car                        | Luci spente/L'aspeditazione                                  | 28 ottobre 2022   | 17 maggio 2023   |
| 10 | Transmission Impossible/Carkour                   | La mega torta / Ruotakour                                    | 4 novembre 2022   | 17 maggio 2023   |
| 11 | Care-A-Van Club/Mud About You                     | Il club delle auto-in-aiuto/Infangati                        | 11 novembre 2022  | 17 maggio 2023   |
| 12 | River Rescue/Big Tread                            | Salvataggio sul fiume/Gran gommone                           | 18 novembre 2022  | 17 maggio 2023   |
| 13 | Hanukkah Hullabaloo/The Christmas Car-Sled Race   | Il pasticcio di Hanukkah/La gara natalizia di autoslitte     | 28 novembre 2022  | 17 maggio 2023   |
| 14 | Call of the Siren/Jamal's Jam                     | Il richiamo della sirena/Jamal e il traffico                 | 9 dicembre 2022   | 26 luglio 2023   |
| 15 | Bayani Cookout/Best Of The Rest                   | Il nonno silenzioso/Il sonno degli eroi                      | 16 dicembre 2022  | 26 luglio 2023   |
| 16 | Piston's Driving School/Jazzyland                 | La scuola guida di Piston/Jazzylandia                        | 13 gennaio 2023   | 26 luglio 2023   |
| 17 | Puppy Pursuit/The Ice Cream Truck Bandits         | La scomparsa di popcorn/Tutto il gelato di Motopolis         | 3 febbraio 2023   | 26 luglio 2023   |
| 18 | Cleft Hood/The Case Of The Disappearing Doghouses | Operazione difficile/Il caso delle cucce scomparse           | 10 marzo 2023     | 26 luglio 2023   |
| 19 | All That Jazzy/Iguana Hold Your Hand              | Jazzy in scena/L'iguana amichevole                           | 7 aprile 2023     | 26 luglio 2023   |
| 20 | Shelter Island/Escape from Shelter Island         | Le auto-barche/Fuga dall'isola dei rifugiati                 | 4 maggio 2023     | 13 dicembre 2023 |
| 21 | The Super Safety Show/Job-O-Rama Day              | Lo spettacolo della sicurezza super/La giornata dei mestieri | 30 giugno 2023    | 13 dicembre 2023 |
| 22 | Star Vehicle/Firebuds Fever                       | Violet spericolata/Il turno di notte                         | 7 luglio 2023     | 13 dicembre 2023 |
| 23 | The Birthday Blaze/Everybody Loves Axl            | Recita scolastica/Jayden e la febbre                         | 14 luglio 2023    | 13 dicembre 2023 |
| 24 | The Four Door Troubadours/Moto-Polo!              | L'incendio di compleanno/Tutti amano Axl                     | 21 luglio 2023    | 13 dicembre 2023 |
| 25 | Roller Coaster Rescue/The Night Shift             | I menestrelli a quattro porte/Moto-polo!                     | 4 agosto 2023     | 13 dicembre 2023 |